# Bristol Mercury
Bristol Mercury byl britský devítiválcový hvězdicový letecký motor používaný v 30. a 40. letech 20. století v mnoha britských letounech.

## Historie

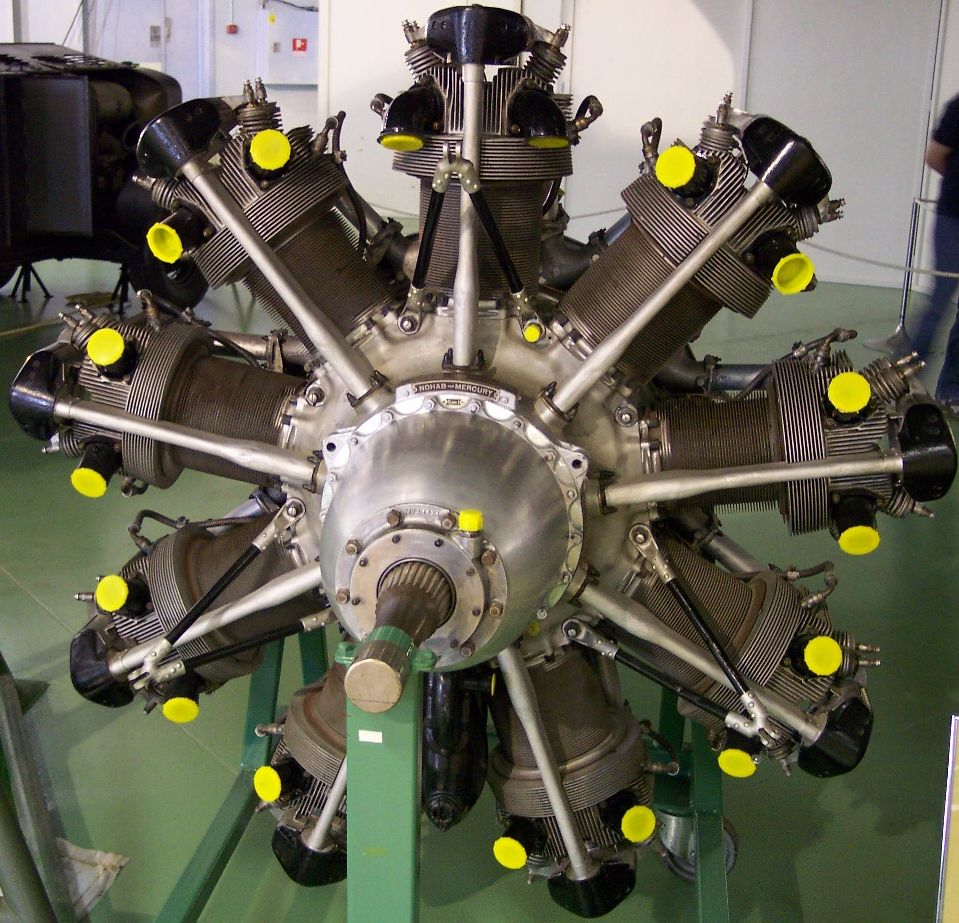
Mercury vyrobený švédskou firmou NOHAB

Mercury byl vyvinut firmou Bristol Aeroplane Company v roce 1925, protože jejich starší motor Bristol Jupiter byl na konci svého životního cyklu. I když Mercury zpočátku nepřitahoval příliš pozornosti, nakonec si Ministerstvo letectví objednalo tři prototypy a nový motor se stal dalším úspěchem konstruktéra Roye Feddena.
Rostoucí používání kompresorů v leteckém průmyslu za účelem zlepšení výškových výkonů motorů, přivedlo Feddena k myšlence, že by bylo výhodné zvýšit výkon i jinak menších motorů na všech letových hladinách přidáním kompresoru. Místo, aby navrhl zcela nový blok, použil části již existujícího motoru Jupiter a pouze snížil zdvih pístů o 1 palec (25,4 mm), tedy z 7,5 na 6,5 palce (cca z 190,5 mm na 165,1 mm). Motor s takto sníženým objemem, pak s pomocí kompresoru dosahoval stejných výkonů jako původní Jupiter. Protože běžel na mnohem vyšších otáčkách, vyžadoval Mercury reduktor pro pohon vrtule. Stejným způsobem se z původního nezmenšeného Jupiteru stal nový přeplňovaný Pegasus.
Vzhledem ke své menší velikosti byl Mercury primárně určen pro použití v stíhacích letounech jako byly Gloster Gauntlet a jeho nástupce Gloster Gladiator. Pro použití v bombardérech byl zamýšlen větší Pegasus, ale s tím jak výkony obou motorů rostly, začal se Mercury prosazovat i v konstrukcích bombardérů. Zřejmě nejznámější bylo jeho použití k pohonu dvoumotorového lehkého bombardéru Bristol Blenheim. Mimo Velkou Británii byl Mercury licenčně vyráběn v Polsku, kde se montoval do stíhaček PZL P.11. Také byl vyráběn ve Švédsku firmou NOHAB a používán ve švédských Glosterech Gladiator, Junkers Ju 86K a v střemhlavých bombardérech Saab 17.

## Varianty

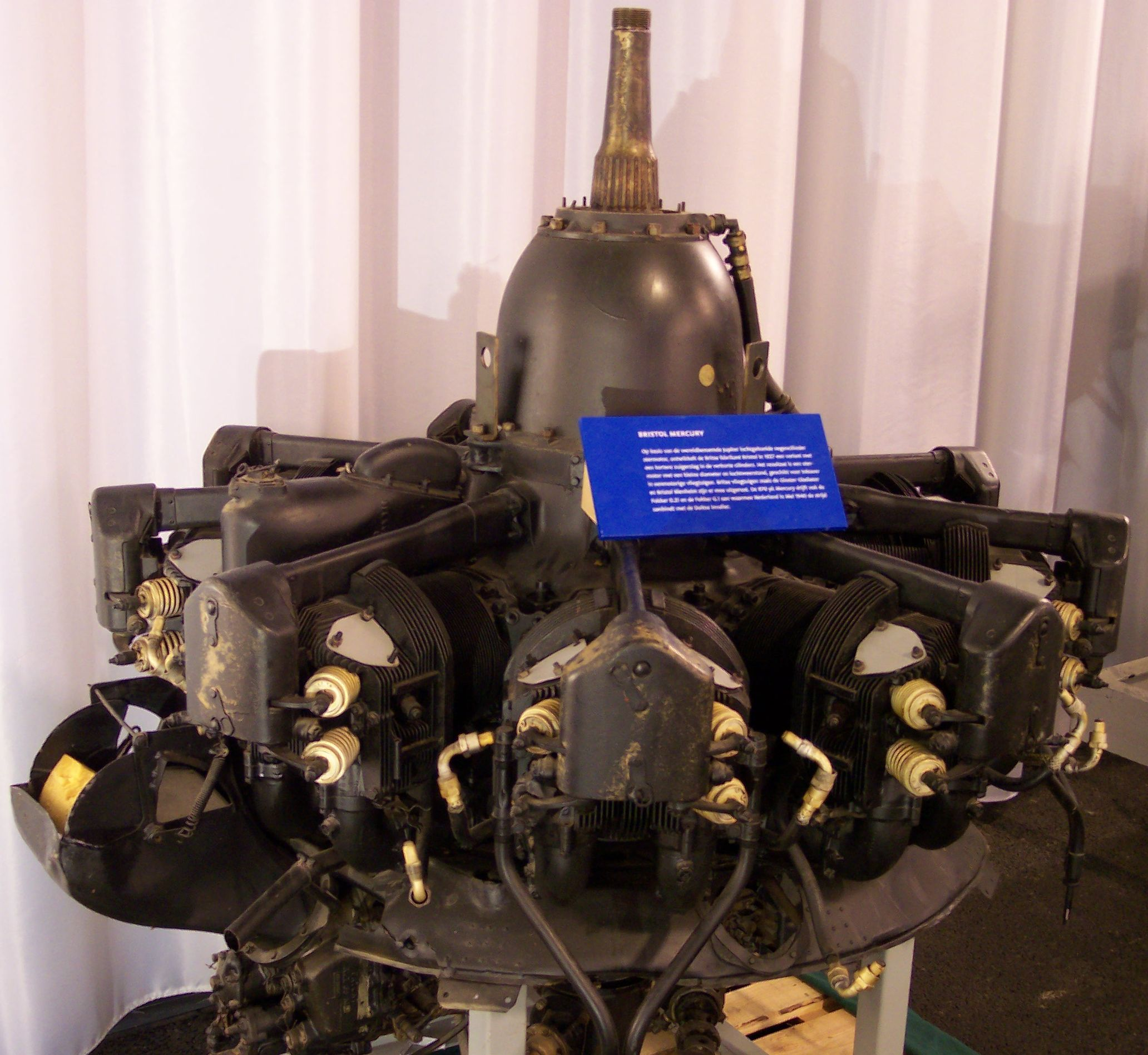
Bristol Mercury

- Mercury VIII – vzletový výkon 730 hp (545 kW) při 2650 ot./min, maximální stálý výkon 840 hp (625 kW) při 2750 ot./min
- Mercury XV – maximální výkon 840 hp (625 kW) při 2750 ot./min ve výšce 4270 m s 87oktanovým benzínem; maximální výkon 995 hp (740 kW) při 2750 ot./min v 2820 m se 100oktanovým benzínem
- Mercury XX – maximální výkon 870 hp (650 kW) při 2650 ot./min v 1370 m
- Walter Merkur V-S2 - licenční verze vyráběná společností Walter

## Specifikace (Mercury XV)

### Technické údaje
- Typ: 9válcový, vzduchem chlazený, přeplňovaný, hvězdicový motor
- Vrtání: 146,05 mm
- Zdvih: 165,1 mm
- Objem válců: 24,89 l
- Průměr: 1 307 mm
- Hmotnost suchého motoru: 485 kg

### Součásti
- Ventilový rozvod: dva sací ventily a dva sodíkem chlazené výfukové ventily na jeden válec
- Příprava palivové směsi: karburátor firmy Claudel-Hobson s automatickou regulací tlaku a směšovacího poměru
- Kompresor: odstředivý, jednorychlostní, jednostupňový
- Chlazení motoru: vzduchem
- Palivo: benzín s oktanovým číslem 87 nebo 100
- Mazací soustava: se suchou klikovou skříní (motor má zásobu oleje v nádrži) s jedním kombinovaným tlakovým/odsávacím čerpadlem

### Výkony
- Maximální výkon:
  - 625 kW (840 k) při 2750 ot./min ve výšce 4270 m s 87oktanovým benzínem
  - 740 kW (995 k) při 2750 ot./min ve výšce 2820 m se 100oktanovým benzínem
- Měrný výkon: 29,7 kW/l (se 100oktanovým benzínem)
- Poměr výkon/hmotnost: 1,53 kW/kg
- Kompresní poměr: 7:1
- Specifická spotřeba paliva: 0,61 kg/(kW·h)